# Angelo de Sorr
Angelo de Sorr (né à Sainte-Eulalie d'Ambarès le 10 novembre 1822 et mort à Bordeaux le 14 mars 1881) est un écrivain français.

## Biographie
Angelo de Sorr est le pseudonyme de Ludovic Sclafer, né dans une famille de vignerons. Son frère Honoré (né en 1816) publiera plusieurs ouvrages sur la viticulture.
Monté à Paris, il se lance très jeune dans la littérature, chronique dans La Semaine dès 1846 et publie Les Filles de Paris en 1848. Il mettait la dernière main à un Vampire dont il attendait beaucoup, lorsque, lors d'une randonnée dans les Pyrénées, il tomba dans un précipice. Avant même que son corps ne soit retrouvé, le très sérieux Moniteur universel annonça son décès. Ses amis Charles Monselet et Aurélien Scholl lui consacrèrent des rubriques nécrologiques. Pourtant Sorr réapparut bientôt et il fut bien obligé d'admettre que l'annonce de sa mort était un canular concocté par le marquis Laurent de Villedeuil, directeur du journal Le Soleil, auquel il collaborait. Il n'avait pas cru bon de démentir la nouvelle, espérant un impact positif sur le chiffre des ventes de son Vampire.
Il collabora au Corsaire dont il fut le rédacteur en chef avec Aurélien Scholl en 1854, au Corsaire-Satan, à L'Union théâtrale, au Centenaire. Il participa à Nice, en 1857, à une ascension en ballon monté et disparut de nouveau. Cette fois pourtant sa disparition ne provoqua aucun commentaire et personne ne le crut quand il prétendit avoir atterri dans le cimetière de Lodève. Il publia par la suite des récits fantastiques, des chroniques paysannes et des études de mœurs.
Il devint éditeur et cofonda en 1862 à Paris la « Librairie Sartorius » avec Ferdinand Sartorius, maison qui eut l'opportunité de publier le très prolifique Paul de Kock. En 1870, il créa le journal Le Trac qui parut pendant la Commune. Après la guerre, il publia Ranalalalulu CXXXIV où l'on voit un roi africain visiter Paris pendant la Commune. En 1873, il reprit la maison Sartorius puis s'en retourna à Bordeaux où il mourut en 1881.

## Citations
« Il était naturellement sale de sa personne, mais se lavait pour dissimuler. »
Le Drame des carrières d’Amérique
« La jeune épousée ne fit aucun mouvement et la vieille Kockburns laissa tomber le couperet du silence sur le cou d'une phrase à peine commencée. »
Le Vampire, Adolphe Delahays, 1852, p. 180
« Le romancier tend vers un but plus modeste, et n'aspire pas, que je sache, à la révélation. La psychologie est presque sa seule étude; c'est pour lui, simultanément, distraction et science. Curieux comme une fille, il fouille sans cesse dans les alvéoles secrètes des sentiments intimes, il exfolie avec amour toutes les couches des sensations inconnues, il place une lentille grossissante sur les tubercules du cœur. Puis, il raconte ses observations à ceux qu'elles intéressent. »
Le Vampire, Adolphe Delahays, 1852, p. 2

## Œuvres
- Les Filles de Paris, Paris : Comptoir des imprimeurs-unis, 1848, en 3 volumes (tome 1, tome 2 & tome 3)
- Le Vampire : roman fantaisiste, Paris, Adolphe Delahays, 1852    (Wikisource)
- Les Pinadas, 1854
- Le Chasseur d'alouettes, 1857
- Les Inutiles, Paris : chez Alexandre Cadot, 1858  /
- Les Cheveux de Mélanette, 1862
- Le Masque de velours, 1862
- Les Grands jours de M. Baudry, Paris : chez Achille Faure, 1867
- Le Drame des carrières d'Amérique, Paris : chez Ferdinand Sartorius, 1868
- Le Fantôme de la rue de Venise, Paris : chez Ferdinand Sartorius, 1869
- Jeanne et sa suite,  Paris, chez Ferdinand Sartorius, 1870 ; in-12, viii + 279 pp.
- Ranalalalulu CXXXIV, Paris : chez Ferdinand Sartorius, 1872
- Manuel du parfait légitimiste, Paris : chez Ferdinand Sartorius, 1873
- Manuel du parfait bonapartiste, Paris : chez Ferdinand Sartorius, 1873
- Le Péché de Félicité, Paris : chez Ferdinand Sartorius, 1875

### Éditions récentes
- Le Chasseur d'alouettes ou le Bassin d'Arcachon, préface de Jean-Pierre Bernès, Bordeaux, Éd. Confluences, 2007  (ISBN 978-2914240970)
- Les Pinadas ou le Sorcier, préface de Jean Pierre Bernès, Éd. Confluences, 2009  (ISBN 978-2-35527-024-6)

## Source
- Sylvain-Christian David, « Angelo de Sorr », Le Journal littéraire, septembre-novembre 1987, no 1, p. 144-145